# 陽電子
陽電子（ようでんし、ポジトロン、英語: positron）は、電子の反粒子。絶対量が電子と等しいプラスの電荷を持ち、その他の電子と等しいあらゆる特徴（質量やスピン角運動量 (1/2)）を持つ。

## 性質
陽電子は陽子過多により不安定な原子核のβ+崩壊により生成される。もしくは、1.022 MeV以上のエネルギーの電磁波と電磁場の相互作用により対生成される。
陽電子は物質内に侵入すると、物質内の原子の核外電子（特に価電子、伝導電子）と対消滅し、数本のγ線となる。また、対消滅が起こる前に準安定状態の電子-陽電子対（ポジトロニウム）を作る場合がある。これは一種の水素様原子（元素記号はPs）である。電子と陽電子のスピンが反平行な一重項状態をパラポジトロニウム (p-Ps) といい、スピンが平行な三重項状態をオルソポジトロニウム (o-Ps) という。
電子と陽電子の対消滅により放出されたγ線のエネルギー分布の観測から、単結晶中の電子の運動量密度分布を求めることができる。これは二光子消滅のγ線が本来511.0 keVであるところ、ドップラー効果によりエネルギーが増減するためである。また、物質中に陽電子が入射してから電子と対消滅するまでの時間スペクトルの時定数を陽電子寿命と呼び、これを調べることにより物質中の空孔型欠陥等を極めて高感度に調べることができる。これは陽電子の消滅率が電子密度に依存するためである。

## 発見
1928年、ポール・ディラックがディラックの海という空間にできる穴の形で、初めて正電荷を持つ電子、いわゆる反電子の存在の仮説を立てた。
1932年にカール・デイヴィッド・アンダーソンが、鉛板を入れた霧箱を用いてそのような性質を持つ粒子の観測に成功し、プラスの電荷を持っていることから「陽電子」(positron) と命名した。アンダーソンは、ポジトロンと対にするため、電子の正式な名称をエレクトロンからネガトロン (negatron) に変更する運動を起こしたが、失敗に終わっている。

## 陽電子の利用
医療分野として、ポジトロン断層法を用いたがんの発見などに利用される。これは陽電子放出核種でラベルされた生体分子の分布や代謝を、放射能の空間分布やその時間変化を通してイメージングする手法である。日本ではがん診療への利用のみならず、がん検診としても利用されているが、これには賛否両論がある。
材料分野においては、半導体の空孔型欠陥の検知（密度や種類の測定）や、ポリマーの自由体積の測定などにも利用できることが知られているが、主に研究室レベルで用いられており、産業利用の裾野が十分に開拓されていない。これはデータの解釈に専門的な知識が必要であることや、容易に入手できる市販装置が存在しないことなどが原因である。